# Literaturjahr 1805
Liste der Literaturjahre

◄◄ | Literaturjahr 1805 | 1806

Weitere Ereignisse
Dieser Artikel behandelt das Literaturjahr 1805.

## Ereignisse
- Jacob Grimm wird von Friedrich Carl von Savigny als Assistent nach Paris eingeladen.
- Im März 1805 veröffentlicht Achim von Arnim in seiner Berliner Musikalischen Zeitung das Erste Manifest für Des Knaben Wunderhorn, zu dem auch Johann Friedrich Reichardt beigetragen hat: Im 9. Stück erscheint da Clemens Brentanos Morgengruss mit einer musikalischen Beilage Reichardts und dessen Troubadour (Liedersammlung), die Reichardt Ostern 1805 vollendet hatte.
- 16. März: Der in Großbritannien lebende populäre lombardische Maler, Kupferstecher und Lithograph Agostino Aglio heiratet Letizia Clarke.
- Ende April tritt die spätere deutsche Schriftstellerin Karoline Engelhard eine Stelle als Kindermädchen bei Sophie Mereau, der damaligen Ehefrau von Clemens Brentano in Heidelberg an. Diese Stelle behält sie bis September 1806. Währenddessen übt Mereau einen starken Einfluss auf Engelhard aus.[1]
- Der deutsche Spätaufklärer August Friedrich Wilhelm Crome heiratet mit bereits 52 Jahren Demoiselle Dorette Wagner.
- 9. Mai: Mit dem Tod Friedrich Schillers endet die Epoche der Weimarer Klassik.
- 13. Juni: Der niederländische Orientalist und reformierte Theologe Jean Henri Pareau tritt mit seiner Einführungsrede De ingenuo poëseos hebraicae studio nostris temporibus magnopere commendando seine Professorenstelle für orientalische Sprachen und hebräische Altertümer an der Universität Harderwijk an.
- Der deutsche Komponist, Pianist und Orchesterleiter Ferdinand Ries verlässt Wien, da er im Herbst 1805 in seiner Eigenschaft als Bürger des französisch besetzten Bonn zur Musterung nach Koblenz einbestellt wird.
- Jane Austen erweitert den Briefroman Lady Susan (1794) um eine Conclusio.
- Der spätere preußische General, Heeresreformer und Militärtheoretiker Carl von Clausewitz veröffentlicht seinen ersten Aufsatz anonym in der militärischen Fachzeitschrift Neue Bellona oder Beiträge zur Kriegskunst und Kriegsgeschichte.
- Der zwanzigjährige italienische Dichter und Schriftsteller Alessandro Manzoni zieht nach dem Tod seines Vaters zu seiner Mutter nach Paris und stürzt sich hier in das intellektuelle Leben des napoleonischen Kaiserreichs, wo er insbesondere unter den Voltaire-Anhängern viele Freunde fand, so den hochgebildeten Claude Fauriel, der ihn mit modernen literarischen Strömungen, aber auch mit dem Werk William Shakespeares bekannt macht. Durch Fauriel kommt er sogar mit den Ideen der deutschen Romantik in Berührung, bevor sie durch Madame de Stael in Europa verbreitet werden.

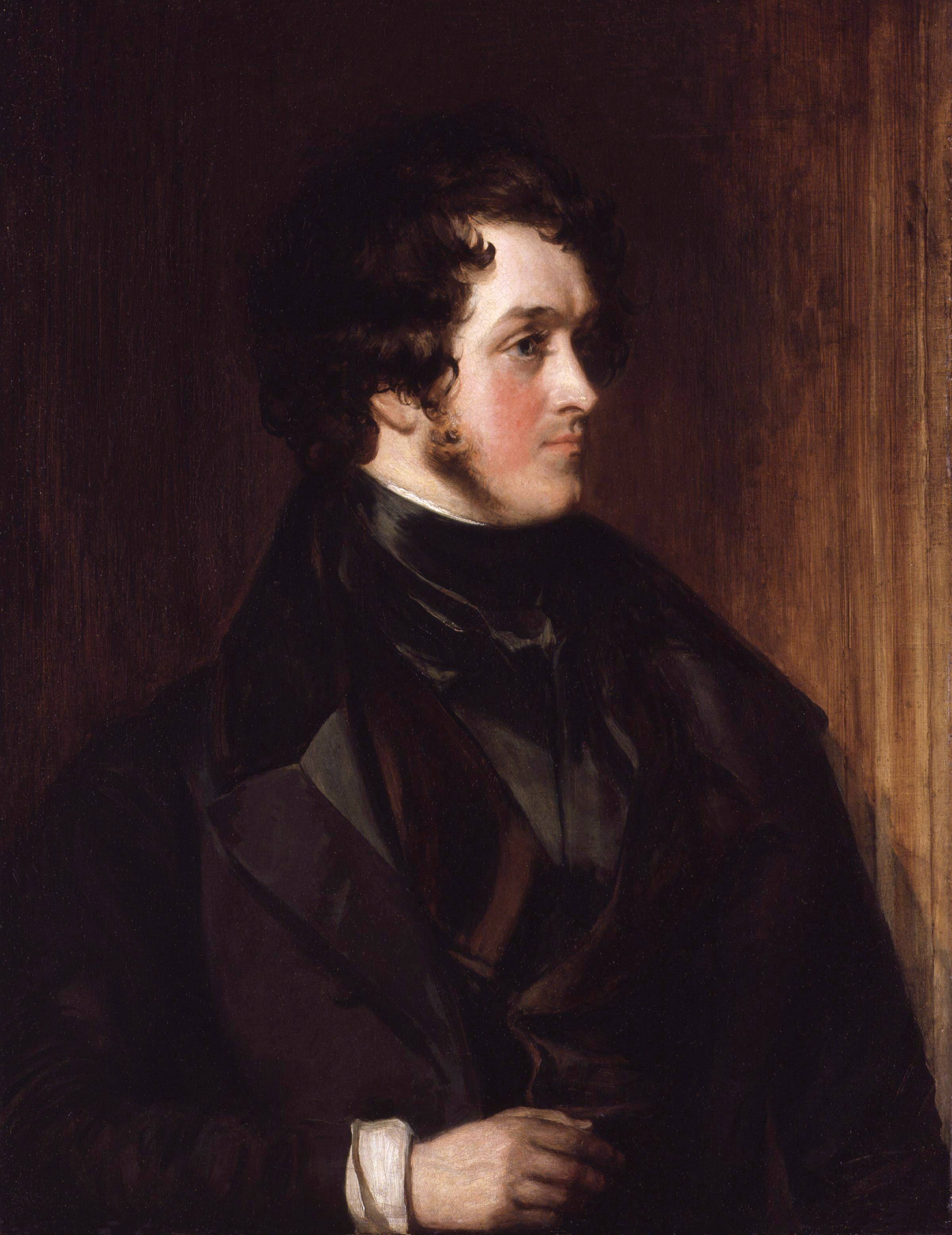
William Harrison Ainsworth (1805–1882)

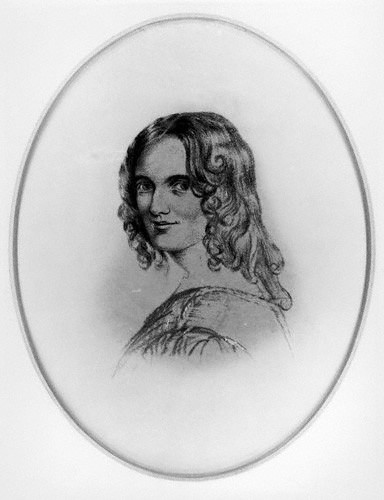
Sarah Flower Adams (1805–1848)

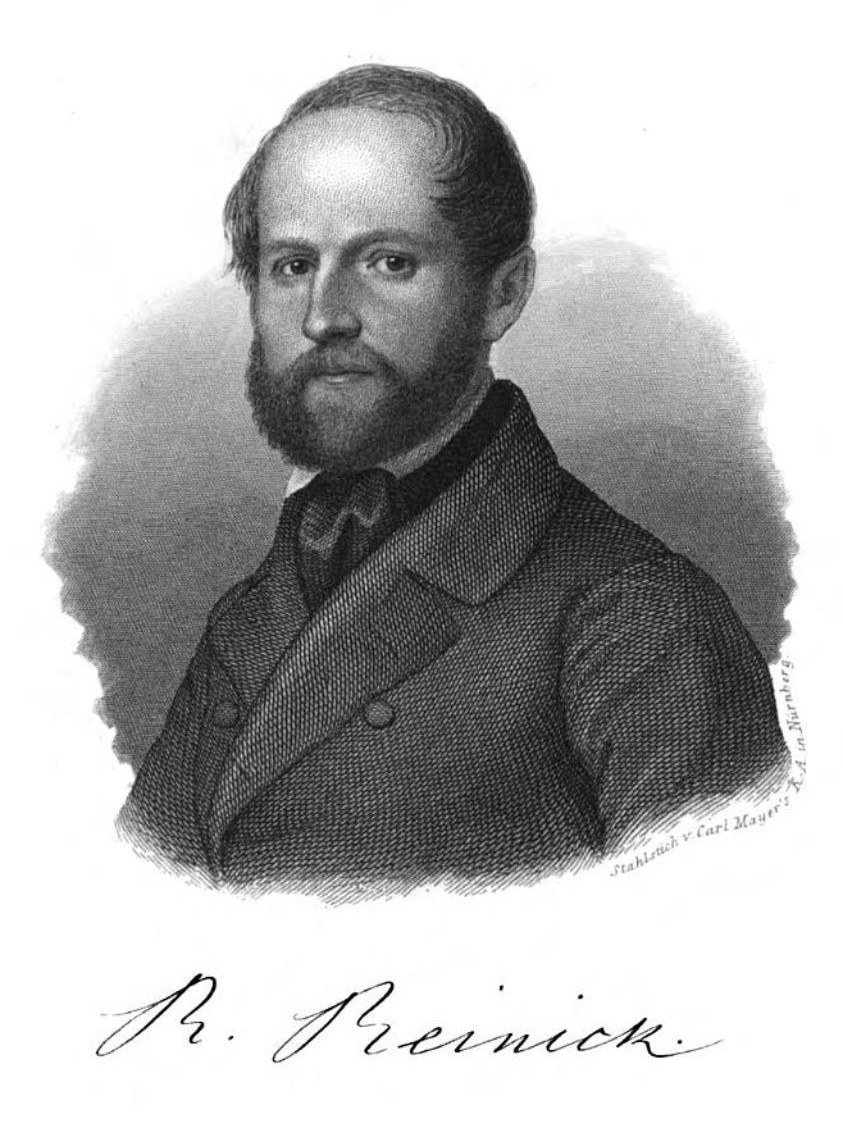
Robert Reinick (1805–1852)

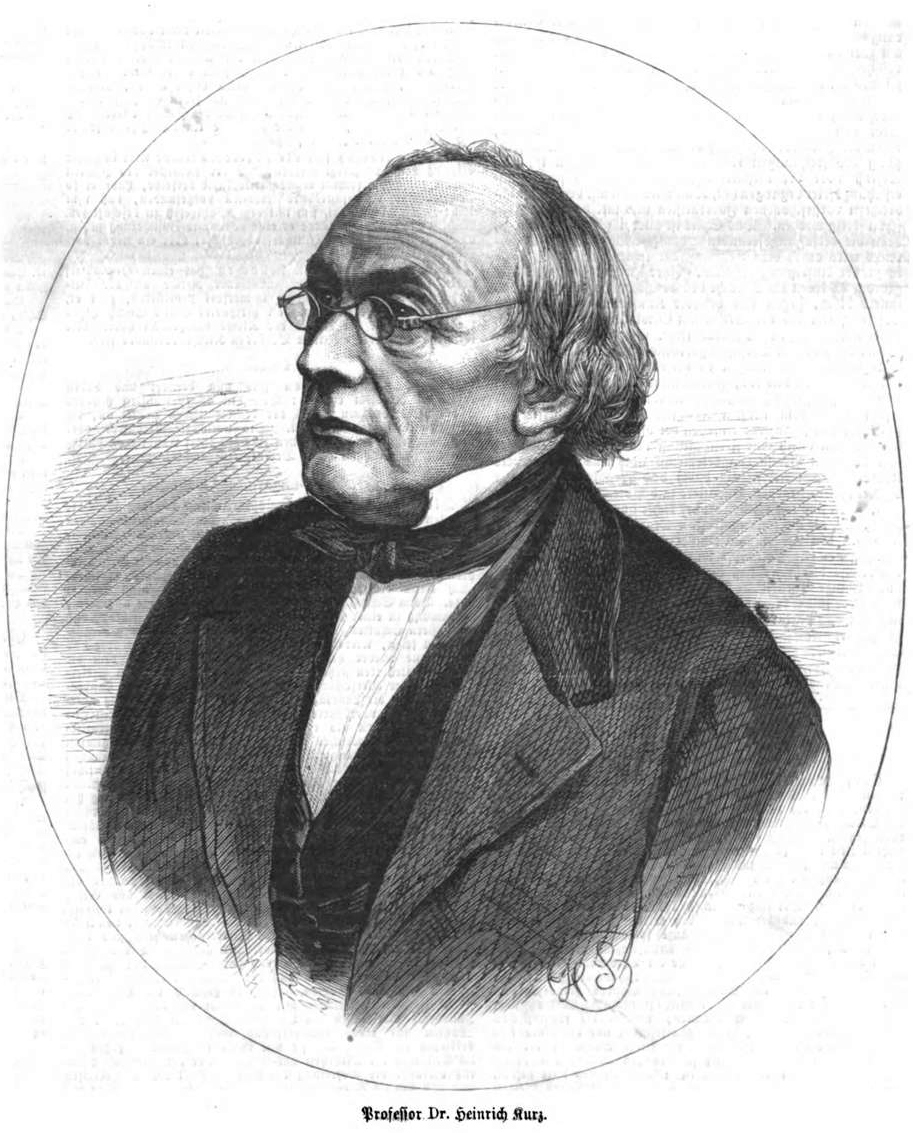
Heinrich Kurz (1805–1873)

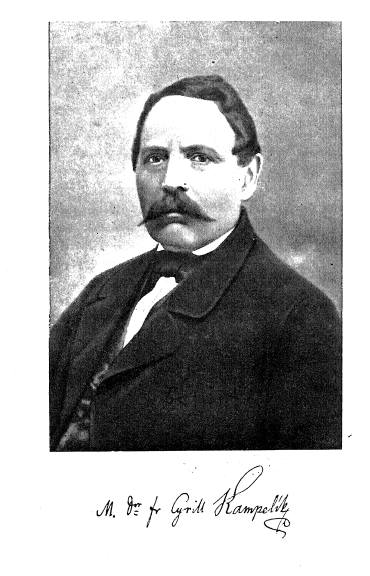
František Cyril Kampelík (1805–1872)

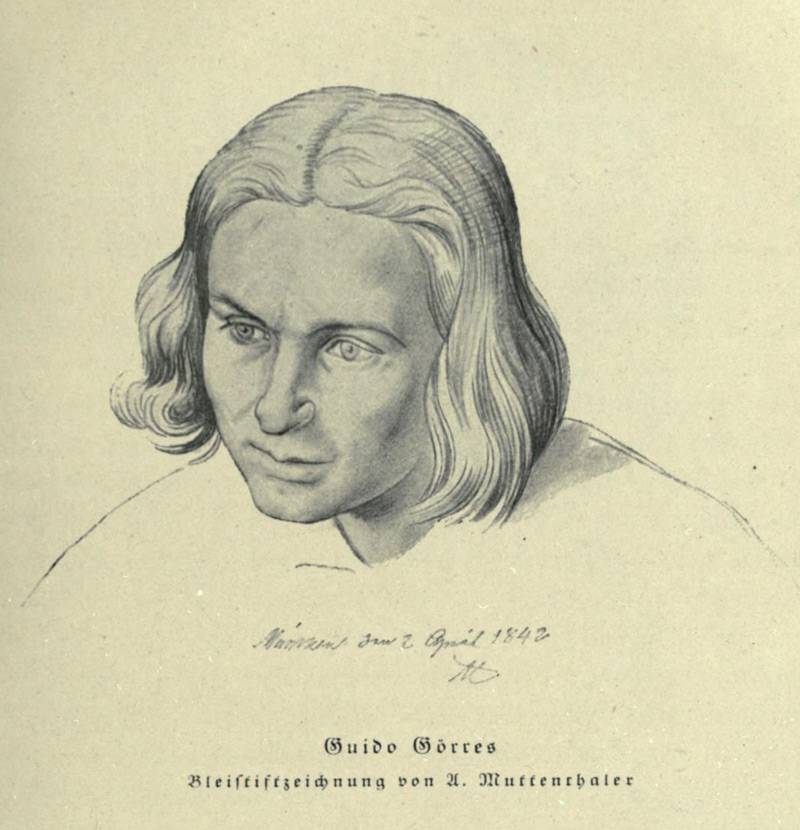
Guido Görres (1805–1852)

- Der italienische Dichter und Dramatiker Silvio Pellico lebt zwischen 1805 und 1809 in Lyon, wo er sich besonders mit der modernen französischen Literatur beschäftigt.
- Salomone Fiorentino verfasst sein in vierzig Terzinen geschriebenes Werk Giornata d’Austerlitz, das erst 1840 postum in Livorno veröffentlicht wird.
- Dem deutschen Maler Philipp Otto Runge gelingt der künstlerische Durchbruch mit Radierung zu seinen Scherenschnitten in dem Zyklus Die Zeiten in einer Auflage von gerade einmal 25 Exemplaren. Eines erwirbt Johann Wolfgang Goethe, der damit sein Musikzimmer schmückt und es „zum rasend werden, toll und schön zugleich“ beschreibt.[2]
- Goethes Übersetzung von Diderots Rameaus Neffe erscheint in Leipzig im Verlag Göschen als erste Veröffentlichung des Dialogs überhaupt. Eine Rückübersetzung ins Französische folgt 1821 in Paris.

## Neuerscheinungen

### Prosa
- Eugenia de Acton – The Nuns of the Desert
- Hosea Ballou – A Treatise on Atonement
- Sophie Ristaud Cottin – The Saracen
- Charlotte Dacre – Confessions of the Nun of St. Omer
- Robert Charles Dallas – The Morlands
- Denis Diderot – Rameaus Neffe, Erstausgabe in der deutschen Übersetzung von Johann Wolfgang Goethe
- Maria Edgeworth – The Modern Griselda
- Friedrich de la Motte Fouqué – Romanzen vom Thal Ronceval
- Jean-Baptiste Cousin de Grainville – Le Dernier Homme
- Elizabeth Helme:
  - The Chronicles of Christabelle de Mowbray
  - The Pilgrims of the Cross
- Šebestián Hněvkovský – Epos Děví und Der böhmische Mägdekrieg
- William Henry Ireland:
  - The Confessions of William Henry Ireland
  - Gondez the Monk
- Friedrich Adolf Krummacher – Parabeln (bis 1817)
- Matthew Gregory Lewis – The Bravo of Venice
- Mary Meeke – The Wonder of the Village
- Anna Maria Porter – A Sailor's Friendship, and A Soldier's Love
- Catherine Selden – Villa Nova
- Richard Sickelmore – Rashleigh Abbey
- William Frederick Williams – The Witcheries of Craig Isaf
- Sophia Woodfall – The Child of the Abbey
- R. P. M. Yorke – My Master's Secret
- Mary Julia Young – The Witches of Glenshiel

### Drama
- Johann Wolfgang Goethe – Faust. Eine Tragödie (später: Der Tragödie erster Teil)
- Alexandre-Vincent Pineux Duval – Le Menuisier de Livonie
- Adam Gottlob Oehlenschläger – Hakon Jarl

### Lyrik
- Gerhard Anton Hermann Gramberg – Kränze (Gedichte und Erzählungen, letzter Band)
- Johann Christoph Friedrich Haug – Epigramme und vermischte Gedichte, Band 2
- Friedrich Hölderlin – Hälfte des Lebens[3]
- Friedrich Schiller – Gedichte von Friedrich Schiller Band 2. Herausgegeben von Siegfried Leberecht Crusius
- Ivan Pnin – God
- Judith Rave – Chronologische Verse zu Brandenburgs Geschichte bis auf Friedrich II., König von Preussen
- Sir Walter Scott – The Lay of the Last Minstrel
- Sir Martin Archer Shee – Rhymes on Art
- Robert Southey – Madoc
- Mary Tighe – Psyche; or, the Legend of Love

### Sachliteratur

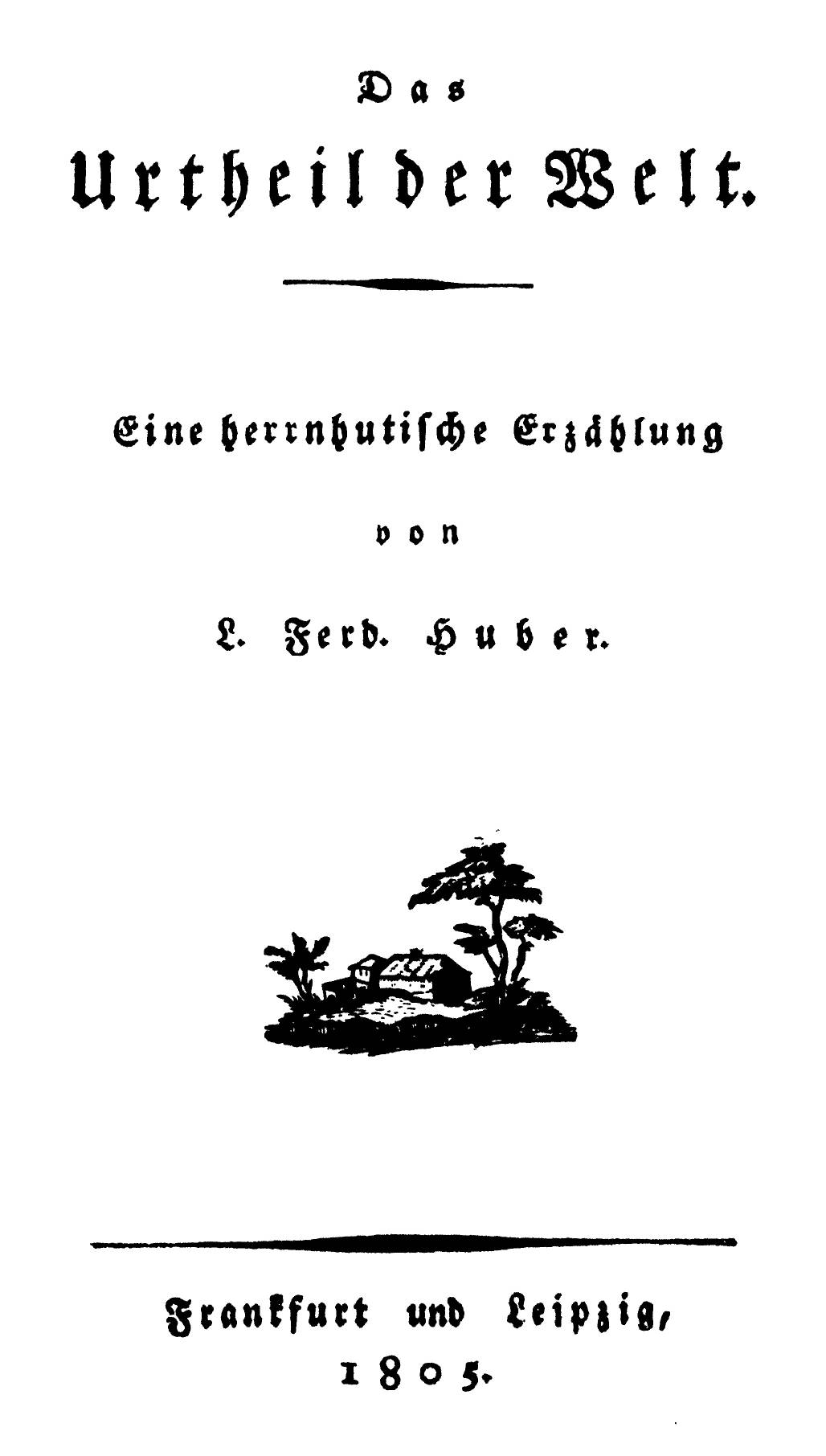
L. Ferdinand Huber: Das Urtheil der Welt. Titelblatt

- Anonym – Cabinet-Maker, Upholsterer and General Artist’s Encyclopaedia
- Carl von Clausewitz – Bemerkungen über die reine und angewandte Strategie des Herrn von Bülow oder Kritik der darin enthaltenen Ansichten (anonym)
- Nina d’Aubigny von Engelbrunner – Windsors Einweihung
- L. Ferdinand Huber: Das Urtheil der Welt. Eine herrnhutische Erzählung.
- Antoine François de Fourcroy – Tableaux synoptiques de chimie
- Samuel Hahnemann – Heilkunde der Erfahrung. In: Christoph Wilhelm Hufeland – Journal der practischen Arzneykunde und Wundarzneykunst
- Robert Banks Jenkinson, 2. Earl of Liverpool – Treatise on the Coins of the Realm
- Ellis Cornelia Knight – Description of Latium or La Campagna di Roma
- Friedrich Adolf Krummacher – Über den Geist und die Form der evangelischen Geschichte in historischer und ästhetischer Hinsicht
- Paul Strick van Linschoten – Proeven eener vertaling van het Pervigilium Veneris enz.
- Johann Georg Meusel (Hrsg.): Lexikon der vom Jahr 1750 bis 1800 verstorbenen teutschen Schriftsteller. Band 5
- Hilarius Männerlieb – Die Frauenzimmer wie sie waren, wie sie sind, wie sie seyn werden; oder vollständiger Catalog aller Neigungen, Gewohnheiten, Schwächen, Sitten, Leidenschaften und Maximen des weiblichen Geschlechts, so wie sie gegenwärtig allhier und aller Orten gangbar sind. Für verliebte und nicht verliebte, für heyrathslustige und hagestolze Jünglinge, Männer und Greise geordnet und mit Anmerkungen, Beyspielen und Zusätzen versehen
- Maximilian von Montgelas – Domanial-Fideikommißpragmatik des Churhauses Pfalzbaiern
- Lorenz Oken – Die Zeugung und Abriß des Systems der Biologie
- Louis-Ange Pitou – Voyage à Cayenne
- Louis-Philippe de Ségur (Hrsg.) – Besenval, Mémoires, écrits par lui-même. Contenant beaucoup de Particularités et d'Anecdotes sur la Cour, sur les Ministres et les Règnes de Louis XV et Louis XVI, et sur les Evénemens du temps. Précédés d'une Notice sur la Vie de l'Auteur
- Anders Sparrman – Svensk Ornithologie Med efter naturen colorerade tekningar (1805–1816)
- Simon François Gay de Vernon – Traité élémentaire d'art militaire et de fortification : à l'usage des élèves de l'École polytechnique, et des élèves des écoles militaires
- Mercy Otis Warren – History of the Rise, Progress, and Termination of the American Revolution

## Geboren

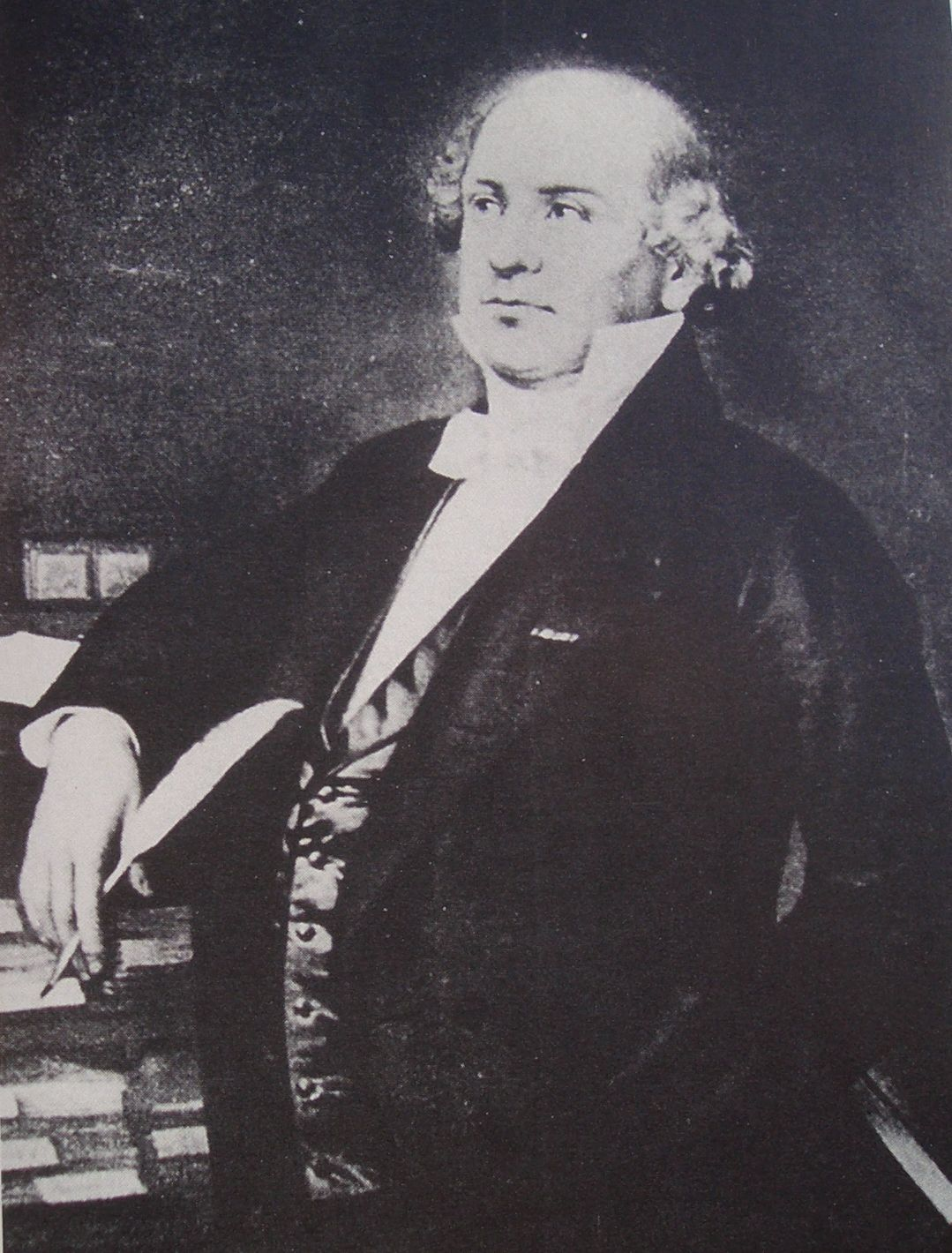
Louis Schneider (1805–1878)

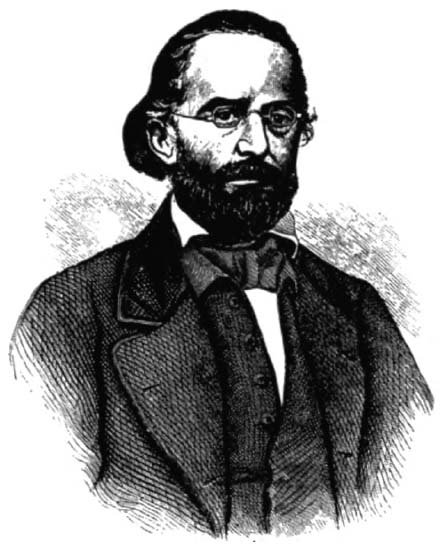
Heinrich Börnstein (1805–1892)

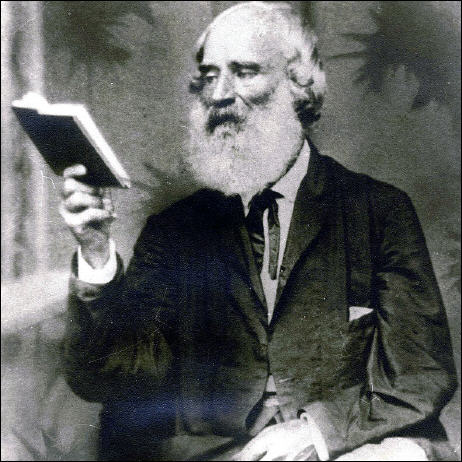
Adolf Fuchs (1805–1885)

Ernestine von Wildenbruch (1805–1858) nach einem Gemälde von Eduard Magnus, 1848

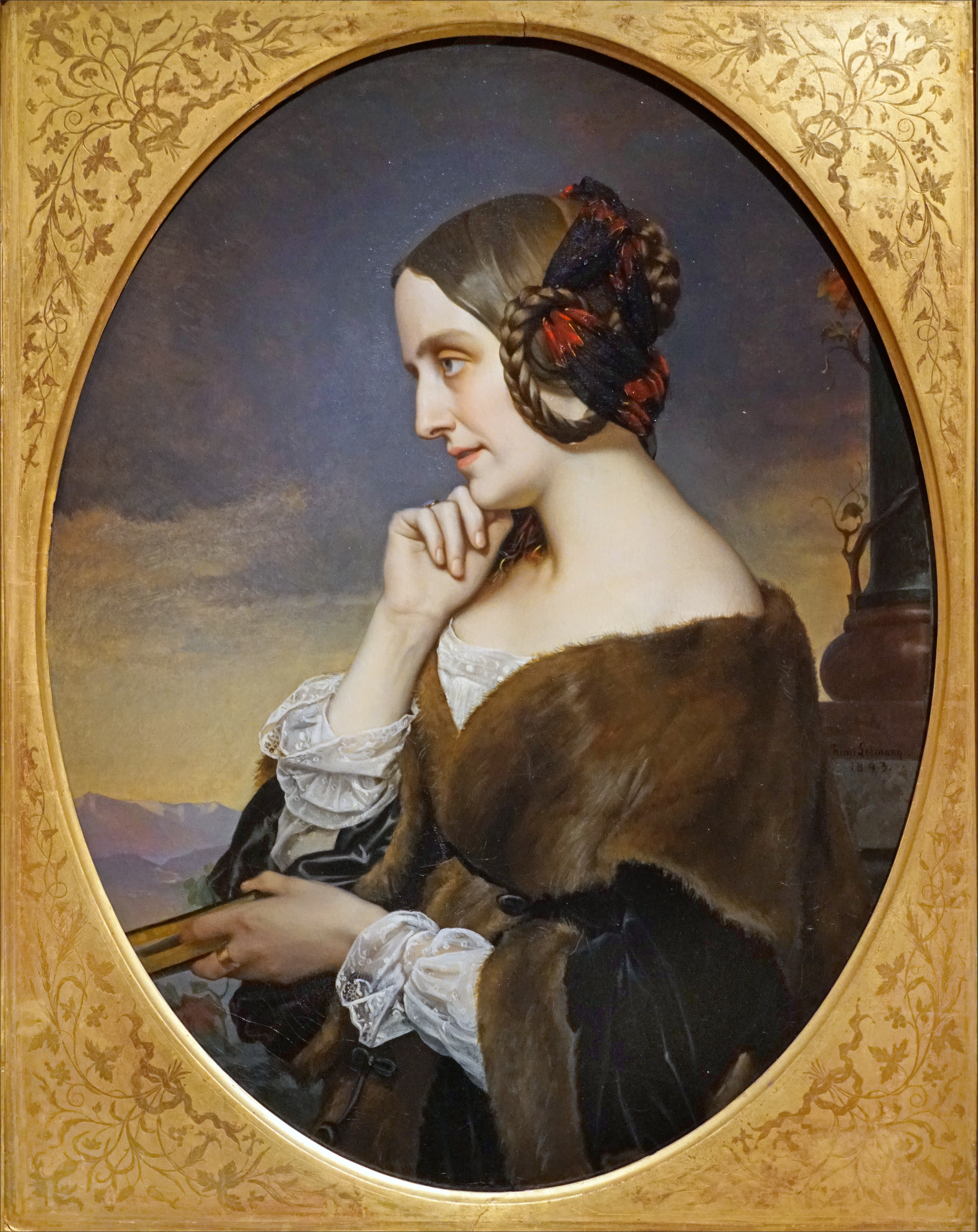
Marie d’Agoult (1805–1876), Gemälde von Henri Lehmann

- 11. Januar: Lelio Della Torre, italienischer jüdischer Gelehrter und hebräischer Lyriker († 1871)
- 15. Januar: Louise Bertin, französische Komponistin und Dichterin († 1877)
- 23. Januar: Tommaso Vallauri, italienischer Philologe und Professor der Rhetorik († 1897)
- 04. Februar: William Harrison Ainsworth, englischer Schriftsteller († 1882)
- 16. Februar: Johann Joseph Hoffmann, deutscher Sinologe († 1878)
- 22. Februar: Sarah Flower Adams, englische Dichterin († 1848)
- 22. Februar: Robert Reinick, deutscher Maler und Dichter († 1852)
- 19. März: Pětr Młónk, sorbischer Volksdichter († 1887)
- 02. April: Hans Christian Andersen, dänischer Märchendichter († 1875)
- 11. April: Bettina von Savigny, deutsche Briefautorin († 1835)
- 22. April: Henri Roger Gougenot des Mousseaux, französischer Journalist und Schriftsteller († 1876)
- 27. April: Alexis de Guignard, Comte de Saint-Priest, französischer Diplomat und Historiker († 1851)
- 28. April: Heinrich Kurz, deutsch-schweizerischer Literaturhistoriker, Sinologe, Übersetzer und Bibliothekar († 1873)
- 29. April: Louis Schneider, preußischer Schauspieler, Theaterdichter, Militärschriftsteller und Publizist († 1878)
- 01. Mai: Karl Schmidlin, schwäbischer Pfarrer und Dichter († 1847)
- 17. Mai: Solomon Dodaschwili, georgischer Philosoph, Lehrer, Journalist und Belletrist († 1836)
- 18. Mai: Ernst Weyden, Kölner Schriftsteller († 1869)
- 19. Mai: Hermann Bellebaum, deutscher Schriftsteller († 1875)
- 28. Mai: Guido Görres, deutscher Schriftsteller († 1852)
- 02. Juni: Adolphe Noël des Vergers, französischer Orientalist, Archäologe und Epigraphiker († 1867)
- 15. Juni: Eduard Friedrich Ferdinand Beer, deutscher Orientalist, Epigraphiker und Paläograf († 1841)
- 22. Juni: Juan Arolas, spanischer Dichter († 1849)
- 22. Juni: Ida Hahn-Hahn, deutsche Schriftstellerin, Lyrikerin und Klostergründerin († 1880)
- 28. Juni: František Cyril Kampelík, tschechischer Volksaufklärer und Begründer der Selbsthilfe-Genossenschaften († 1872)
- 14. Juli: Karl Eitner, deutscher Schriftsteller, Übersetzer und Privatgelehrter († 1884)
- 29. Juli: Alexis de Tocqueville, politischer und ökonomischer Publizist († 1859)
- 12. August: Ernst Theodor Echtermeyer, deutscher Schriftsteller, Literaturhistoriker, Ästhetiker und Philosoph († 1844)
- 29. August: Frederick Denison Maurice, englischer Theologe und Schriftsteller († 1872)
- 02. September: Esteban Echeverría, argentinischer Schriftsteller († 1851)
- 18. September: John Stevens Cabot Abbott, US-amerikanischer Historiker († 1877)
- 19. September: Adolf Fuchs, deutscher evangelisch-lutherischer Geistlicher, Autor, Auswanderer und Siedler in Texas († 1885)
- 07. Oktober: Alois Flir, österreichischer Autor, Theologe und Politiker († 1859)
- 21. Oktober: Herbert Byng Hall, britischer Offizier und Autor († 1883)
- 22. Oktober: Adolf Stahr, deutscher Schriftsteller und Historiker († 1876)
- 23. Oktober: Adalbert Stifter, österreichischer Schriftsteller, Maler und Pädagoge († 1868)
- 28. Oktober: Johann Preyer, österreichischer Politiker und Schriftsteller († 1888)
- 31. Oktober: Ernestine von Wildenbruch, Berliner Salonnière und Mutter des Schriftstellers Ernst von Wildenbruch († 1858)
- 04. November: Heinrich Börnstein, deutscher, amerikanischer und österreichischer Theaterdirektor, Übersetzer und Schriftsteller († 1892)
- 31. Dezember: Marie d’Agoult, deutsche Schriftstellerin, bekannt unter dem Pseudonym Daniel Stern († 1876)

- genaues Datum unbekannt: Mastura Ardalan, kurdische Poetin und Schriftstellerin aus dem Iran († 1848)
- genaues Datum unbekannt: Carl Alexander Simon, deutscher Dichter und Kunstmaler († 1852)

## Gestorben

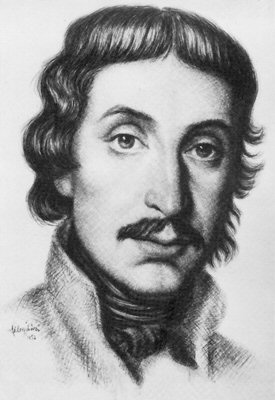
Mihály Csokonai Vitéz (1777–1805)

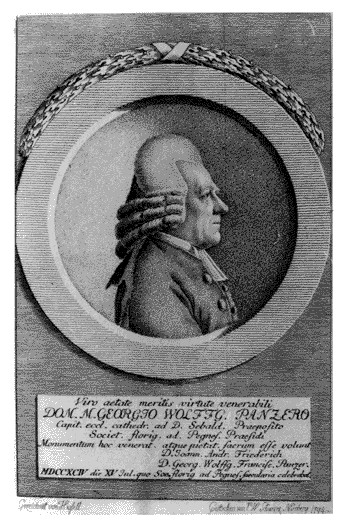
Georg Wolfgang Panzer (1729–1805)

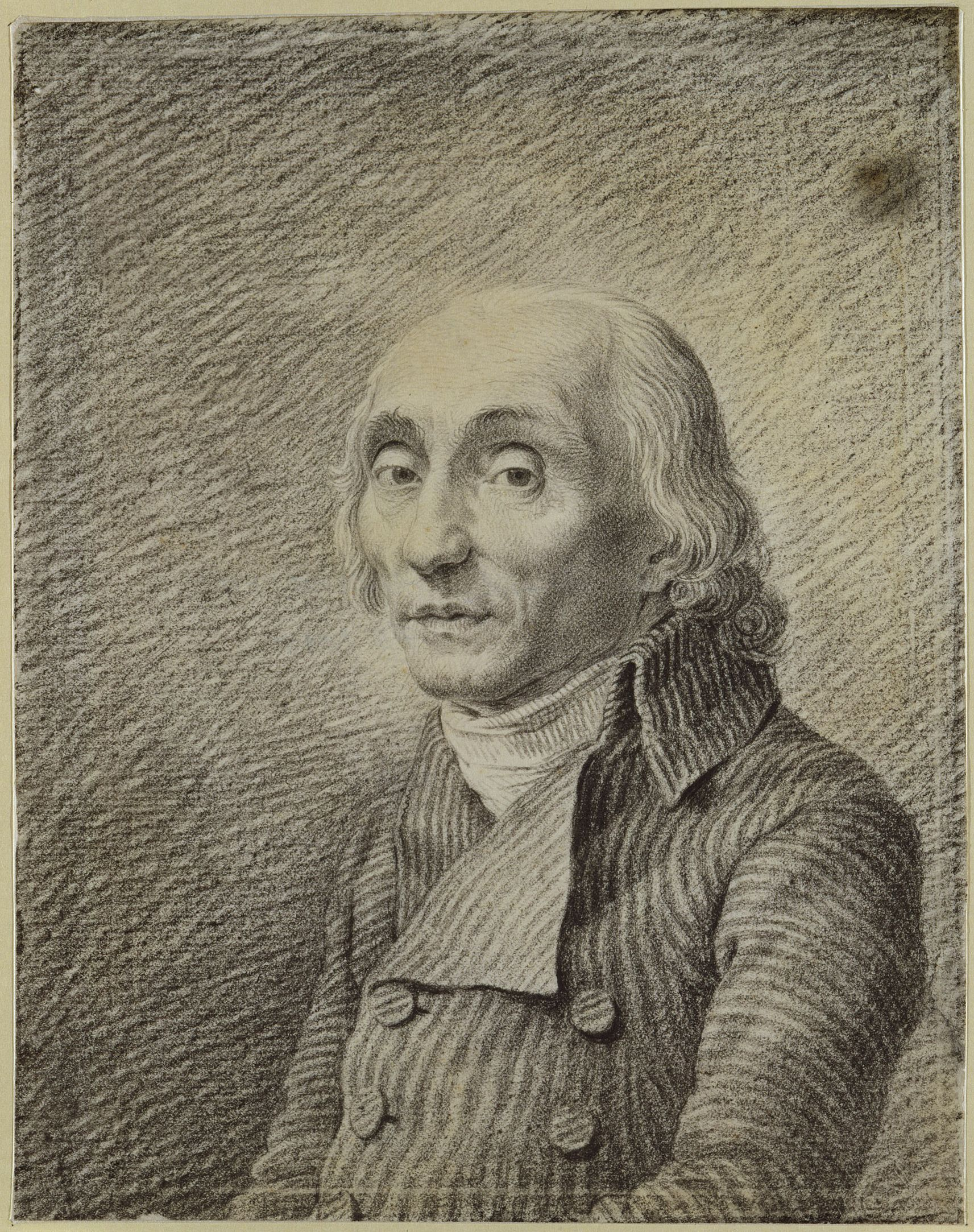
Ernst Brückner (1746–1805), Kreidezeichnung von Caspar David Friedrich (um 1798)

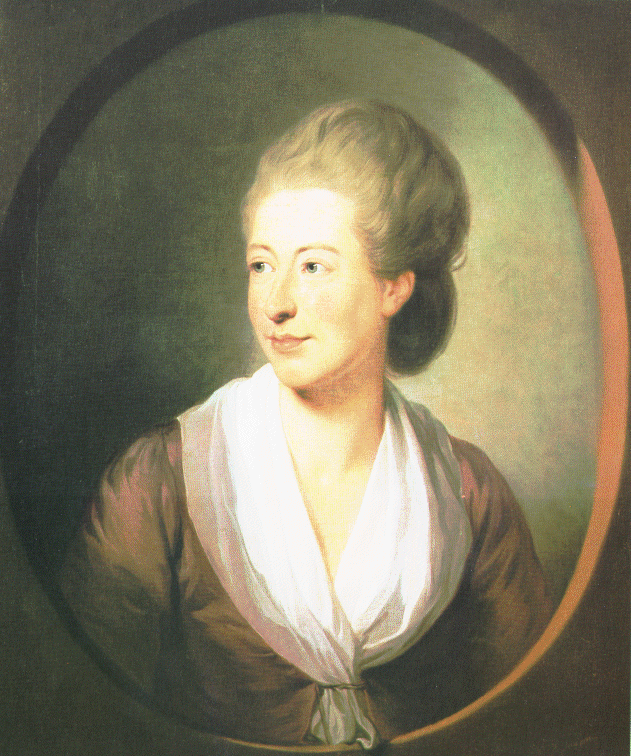
Isabelle de Charrière (1740–1805)

- 05. Januar: Gottlob Wilhelm Burmann, deutscher Dichter und Journalist (* 1737)
- 17. Januar: Abraham Hyacinthe Anquetil-Duperron, französischer Indologe und Übersetzer (* 1731)
- 19. Januar: Johann Gottlieb Karl Spazier, deutscher Sänger, Hofmeister und Lehrer am Philanthropin in Dessau, Professor, Hofrat, Lehrer an einer Handelsschule in Berlin, Autor, Liedkomponist und Publizist (* 1761)
- 28. Januar: Mihály Csokonai Vitéz, ungarischer Dichter (* 1772)
- 04. Februar: Wilhelm Ludwig Gottlob von Eberstein, deutscher Schriftsteller und Philosoph (* 1762)
- 28. Februar: Hartwig Wessely, Hamburger Kaufmann, Schriftsteller und Erziehungsreformer im Zeitalter der Aufklärung (* 1725)
- 03. März: Julie Clodius, deutsche Schriftstellerin (* 1755)
- 18. März: Johann Jacob Ebert, deutscher Mathematiker, Dichter, Astronom, Journalist und Autor (* 1737)
- 29. März: Jean Elliot, schottische Dichterin (* 1727)
- 28. April: Jean-Baptiste Gaspard d’Ansse de Villoison, französischer Altphilologe (* 1750)
- 03. Mai: Heinrich Zimmermann, deutscher Entdeckungsreisender und Autor (* 1741)
- 09. Mai: Friedrich Schiller, deutscher Dramatiker, Dichter und Philosoph (* 1759)
- 16. Mai: Friedrich Eberhard von Rochow, preußischer Gutsbesitzer und Pädagoge zur Zeit der Aufklärung, bekannt vor allem durch seine Schulreform im Geist des Philanthropismus (* 1734)
- 25. Mai: William Paley, englischer Philosoph (* 1743)
- 29. Mai: Antoinette Bamberger, deutsche Schriftstellerin (* 1732 oder 1733)
- 29. Mai: Ernst Theodor Johann Brückner, deutscher evangelischer Theologe und Literat, der dem Göttinger Hainbund als einziges auswärtiges Mitglied angehörte (* 1746)
- 04. Juni: Maria Anna Sagar, österreichische Schriftstellerin (* 1727)
- 18. Juni: Arthur Murphy, irischer Schriftsteller, der unter dem Pseudonym Charles Ranger veröffentlichte (* 1727)
- 09. Juli: Georg Wolfgang Panzer, deutscher Bibliograf (* 1729)
- 27. Juli: Brian Merriman, irischer Dichter (um 1749)
- August: Juliane Giovane, deutsche Schriftstellerin und Hofdame in der Zeit der Aufklärung (* 1766)
- 03. August: Christopher Anstey, englischer Dichter und Schriftsteller (* 1724)
- 02. September: Elise Reimarus, deutsche Schriftstellerin, Pädagogin, Übersetzerin und Salonnière im Zeitalter der Aufklärung (* 1735)
- 03. September: Johann Martin Abele, Verleger
- 29. September: Iwan Petrowitsch Pnin, russischer Aufklärer, Poet und Publizist (* 1773)
- 15. Oktober: Johann Georg Bechtold, deutscher Philosoph, Literaturwissenschaftler, Rhetoriker und evangelischer Theologe (* 1732)
- 08. November: François-Thomas-Marie de Baculard d’Arnaud, französischer Dichter und Dramatiker (* 1718)
- 22. November: Franz von Sonnenberg, deutscher Schriftsteller (* 1779)
- 21. Dezember: Manoel Maria de Barbosa du Bocage, portugiesischer Dichter (* 1765)
- 25. Dezember: Isaak Satanow, hebräischer Dichter, philosophischer Schriftsteller und Gelehrter (* 1732)
- 27. Dezember: Isabelle de Charrière, niederländisch-schweizerische Schriftstellerin (* 1740)

- genaues Datum unbekannt: Ber aus Bolechow, galizischer Kaufmann, Schtadlan und Autor (* 1723)
- genaues Datum unbekannt: Anna Hammar-Rosén, schwedische Verlegerin (* 1735)